# The Devil's Foot
Pour plus de détails, voir Fiche technique et Distribution.
The Devil's Foot est un film britannique réalisé par Maurice Elvey, sorti en 1921.

## Synopsis
Sherlock Holmes et le Docteur Watson découvrent toute une famille morte à table. Holmes découvre rapidement que la lampe est en cause, au moment où la police arrive. Tregennis se fait connaître et révèle qu'il était dans la maison la veille avec sa famille mais qu'il est parti tôt, et que la dispute familiale autour d'une propriété est depuis longtemps oubliée. Holmes annonce à Watson que ses empreintes de pied contredisent son alibi, mais le lendemain Tregennis est retrouvé mort de la même manière que le reste de sa famille.
Finalement Holmes découvrira que c'est bien Tregennis qui a tué sa famille, mais que c'est Sterndale, amoureux de la sœur de Tregennis, qui a tué celui-ci par vengeance.

## Fiche technique
- Titre original : The Devil's Foot
- Réalisation : Maurice Elvey
- Scénario : William J. Elliott, d'après la nouvelle L'Aventure du pied du diable d'Arthur Conan Doyle
- Direction artistique : Walter W. Murton
- Photographie : Germain Burger
- Montage : Leslie Britain
- Société de production : Stoll Picture Productions
- Société de distribution : Stoll Picture Productions
- Pays de production :  Royaume-Uni
- Langue originale : anglais
- Format : noir et blanc — 35 mm — 1,37:1 — Film muet
- Genre : Film policier
- Durée : trois bobines (766,25 m)
- Date de sortie :
  - Royaume-Uni : avril 1921

## Distribution
- Eille Norwood : Sherlock Holmes
- Hubert Willis : Docteur Watson
- Harvey Braban : Mortimer Tregennis
- Hugh Buckler : Sterndale